# Mark Oaten
Mark Oaten (* 8. März 1964 in Watford, Hertfordshire) ist ein britischer Politiker und Abgeordneter der Liberal Democrats im House of Commons.

## Leben
Oaten besuchte die Queens' School in Bushey. Nach seiner Schulzeit studierte Oaten an der Hatfield Polytechnic, University of Hertfordshire. Nach seinem Studium war er als Berater und Lobbyist für verschiedene Unternehmen aus Westminster tätig.

## Politische Karriere
Oaten begann sich neben seinem Beruf politisch zu engagieren. Er wurde Vorsitzender der Social Democratic Party im Stadtrat von Watford. 1988 entstand aus der Vereinigung von Liberal Party und Social Democratic Party die Partei Liberal Democrats. Bei den Britischen Unterhauswahlen 1992 misslang ihm der Einzug als Abgeordneter für die Liberal Democrats. Erst bei den Britischen Unterhauswahlen 1997 gewann Oaten den Sitz für Winchester im Unterhaus und besiegte den konservativen Abgeordneten Gerry Malone. Oaten verteidigte seinen Sitz bei den Unterhauswahlen 2001 und 2005.
Im Januar 2006 trat er von seiner Kandidatur um den Vorsitz der Liberal Democrats zurück. Am 21. Januar 2006 veröffentlichte die britische Zeitung News of the World einen Artikel, wonach Oaten im Sommer 2004 und Februar 2005 eine Affäre mit einem 23-jährigen Prostituierten hatte.
Oaten ist verheiratet und hat zwei Töchter.